# Jean-Louis Bruguès
Jean–Louis Bruguès OP (*22. listopadu 1943, Bagnères de Bigorre) je francouzský arcibiskup katolické církve. V letech 2012 až 2018 byl archivářem a knihovníkem Svaté římské církve.

## Životopis
Bruguès se narodil v Bagnères de Bigorre v diecézi Tarbes a Lurdy. Studoval na Právnické fakultě v Montpellier (1960–1963) a na Filozofické fakultě v Madridu (1963–1964), kde absolvoval práva a ekonomii. V roce 1966 ukončil studium politologie na Pařížském institutu politických věd. Byl vybrán k přijímacím zkouškám na elitní École nationale d'administration, ale místo toho absolvoval doktorát z teologie.
Jako novic vstoupil k dominikánům v Lille (1968–1969). První řeholní profesi složil 29. září 1969 a slavnostní sliby dominikána složil v roce 1972. Na kněze byl vysvěcen 22. června 1975 v Toulouse.
Bruguès působil jako převor dominikánských převorství v Toulouse a Bordeaux a později jako provinciál toulouské provincie. Byl také profesorem fundamentální morální teologie na Katolickém institutu v Toulouse a poté vyučoval stejný předmět na univerzitě ve Freiburgu, kde v letech 1997 až 2000 vedl katedru fundamentální morální teologie.
V letech 1986 až 2002 byl členem Mezinárodní teologické komise a v letech 1998 až 2000 členem francouzského Národního etického poradního výboru. Na pozvání Jean-Marie Lustigera kázal na postních konferencích v katedrále Notre-Dame v letech 1995, 1996 a 1997. V letech 1996-1997 byl členem Francouzské teologické komise.
Dne 20. března 2000 byl Bruguès papežem Janem Pavlem II. jmenován biskupem v Angers. Biskupské svěcení přijal 30. dubna následujícího roku z rukou kardinála Pierra Eyta, spolusvětiteli byli biskup Jean Orchampt a arcibiskup François Saint-Macary.
V roce 2002 byl zvolen na čtyřleté období předsedou Doktrinální komise Francouzské biskupské konference. V říjnu 2009 byl jmenován konzultorem Papežské komise pro Latinskou Ameriku a od 19. listopadu 2009 je konzultorem Kongregace pro nauku víry.
Dne 26. června 2012 jej papež Benedikt XVI. jmenoval archivářem a knihovníkem Svaté římské církve, v březnu 2014 oznámil, že Vatikánská knihovna digitalizuje přibližně 3 000 rukopisných rukopisů a zvažuje rozšíření projektu na všechny své fondy. V této funkci ho nahradil José Tolentino de Mendonça, který se funkce ujal 1. září 2018.